# مقبس (شبكات)
المقبس أو مقبس الاتصال (بالإنجليزية: Socket)‏ هي قناة اتصال منطقية تفتح بين طرفين بهدف تبادل المعطيات بينهما. فتح تلك القناة يتطلب تعريف منفذ Port لدى كل طرف (و خاصة لدى الخادوم server) بحيث يتم طلب فتح القناة على تلك البوابة.
المقبس هو مفهوم متدني المستوى (بالإنجليزية: Low level)‏ وقديم، وهي تكون مبنية إما على بروتوكول ميثاق ضبط الإرسال أو على بروتوكول بيانات المستخدم أو مقبس خام.
معظم عمليات الاتصال التي نعرفها سواء على مستوى الشبكة أو على مستوى الحاسوب نفسه (اتصال بين تطبيقات ما) تترجم في النهاية لتصبح عمليات اتصال بواسطة مقبس غالباً.
أهم النقاط التي حدت استخدام المقبس في البرمجة والاتصال هي:
- المقبس هو مورد (resource) مكلف جداً.
- البرمجة باستخدام المقبس هي برمجة متدنية المستوى (بالإنجليزية: Low level)‏ وهذا يتناقض مع التوجه الحديث في البرمجة.
- وجود تقنيات رديفة لها وأحدث تتمتع بسهولة ومرونة أكثر منها.